# Campeonato Paulista de Futebol de 2005 - Série A2
O Campeonato Paulista de Futebol de 2005 - Série A2 foi a 59.ª edição do campeonato equivalente ao segundo nível do futebol paulista.
O Juventus conquistou o título da edição após vencer a decisão contra o Noroeste por 2 a 1. Ambos foram promovidos à Série A1 de 2006, assim como São Bento e Bragantino. Já os rebaixados à Série A3 de 2006 foram Botafogo-SP (por escalação de jogador irregular, o que livrou o Rio Preto do rebaixamento), Flamengo de Guarulhos, Francana e Matonense.

## Forma de disputa
- Primeira fase: Os 20 participantes são divididos em 2 grupos. Os integrantes de cada grupo jogam entre si, em turno e returno. Em cada grupo, As 4 equipes que mais somarem pontos nessa etapa classificam-se para a segunda fase, e os dois últimos colocados são rebaixados para a Série A3 de 2006.
- Segunda fase: Os 8 classificados são divididos em 2 grupos de 4 equipes. Todos se enfrentam em turno e returno. Os dois primeiros colocados de cada grupo, estarão promovidas à Série A1 de 2006, sendo que os primeiros colocados de cada grupo passam para a fase final.
- Final: Os 2 finalistas disputam entre si um jogo, que estabelece o campeão da Série A2.

## Participantes
| - Araçatuba (Araçatuba) - Bandeirante (Birigüi) - Botafogo (Ribeirão Preto) - Bragantino (Bragança Paulista) - Comercial (Ribeirão Preto) - Flamengo (Guarulhos) - Francana (Franca) - Guaratinguetá (Guaratinguetá) - Juventus (São Paulo) - Matonense (Matão) | - Mirassol (Mirassol) - Nacional (São Paulo) - Noroeste (Bauru) - Oeste (Itápolis) - Olímpia (Olimpia) - Rio Preto (São José do Rio Preto) - São Bento (Sorocaba) - Sertãozinho (Sertãozinho) - Taquaritinga (Taquaritinga) - Taubaté (Taubaté) |